# Simalio rubidus
Simalio rubidus là một loài nhện trong họ Clubionidae.
Loài này thuộc chi Simalio. Simalio rubidus được Eugène Simon miêu tả năm 1897.